# Menhir di Monte Corru Tundu
Il Menhir di Monte Corru Tundu, che con i suoi 5,75 metri di altezza si trova nel territorio del comune di Villa Sant'Antonio, è uno dei menhir più alti della Sardegna. Assieme ad altre aree archeologiche prenuragiche, nel 2025 il sito è stato inserito nell'elenco dei patrimoni dell'umanità dell'UNESCO.

## Descrizione
Il monolito, che si trova nella parte settentrionale del territorio comunale, ai piedi del Monte Curru Tundu, risale ad un periodo compreso tra il 3.200 e il 2.850 a.C., che corrisponde al neolitico finale. Costituito da tufo trachitico, si presenta con un lato arrotondato e un altro perfettamente spianato.